# Агаран (голубь)
Агаран — порода голубей, выведенная в Туркменистане. Название, переводящееся с туркменского как «сливки из верблюжьего молока», получили по окрасу. Изначально были завезены из Иранского нагорья (центральная часть Ирана и западная часть Афганистана), в Советский Союз завезены в 1950-х годах.
Для породы характерен небольшой размер, светлый оттенок оперения, небольшая круглая голова, большие глаза серого или оранжевого цвета, короткий клюв, средней длины шея, длинные крылья, пересекающиеся на хвосте, оперённые ноги. Внимание любителей привлекли своим специфическим полётом и боевыми качествами; продолжительность полёта не превышает 3—5 ч.